# Rožmarinke
Rožmarinke so slovenski godalni kvartet v sestavi Tina Mozetič, prva violina, Monika Debelić, druga violina, Katja Krajnik, viola in Petra Gačnik Greblo, violončelo. Izvajajo tako klasično kot zabavno glasbo. 
Ansambel je doživel medijski vzpon na prireditvi EMA 2004 (tedaj brez druge violine), ko je s skladbo Kliše slovenske skupine Silence v finalu prireditve zasedel 2. mesto. 